# (473064) 2015 HG93
(473064) 2015 HG93 es un asteroide perteneciente al cinturón de asteroides, descubierto el 23 de septiembre de 2008 por el equipo del Mount Lemmon Survey desde el Observatorio del Monte Lemmon, Arizona, Estados Unidos.

## Designación y nombre
Designado provisionalmente como 2015 HG93.

## Características orbitales
2015 HG93 está situado a una distancia media del Sol de 2,633 ua, pudiendo alejarse hasta 2,755 ua y acercarse hasta 2,512 ua. Su excentricidad es 0,046 y la inclinación orbital 8,814 grados. Emplea 1561 días en completar una órbita alrededor del Sol.

## Características físicas
La magnitud absoluta de 2015 HG93 es 17,1.